# Penitenziario di Wittlich
Il penitenziario di Wittlich è una prigione tedesca della Renania-Palatinato, nella città a Wittlich. Annesso ad esso vi è un ospedale carcerario. Adiacente al carcere per adulti si trova un carcere minorile.

## Storia
Il primo nucleo del carcere è stato costruito tra 1898 e il 1902, come una doppia istituzione composta dal Penitenziario Reale maschile e dalla Prigione Reale Femminile. L'edificio era stato inizialmente progettato per 508 detenuti di sesso maschile e 170 di sesso femminile. Nel 1912 venne aperto un carcere minorile, il primo fondato in Germania. Nella nuova istituzione, la prima del genere anche in Europa, vennero sperimentate tecniche di riabilitazione dei giovani detenuti di origine americana.
Nell'estate del 1943, il carcere di Wittlich servì come alloggio alternativo per i prigionieri politici precedentemente detenuti nel penitenziario Klingelpütz di Colonia, gravemente danneggiato dai bombardamenti. Anche il tribunale speciale di Colonia, responsabile di questi prigionieri, fu trasferito a Wittlich.
Negli anni Settanta, nella struttura ebbe luogo la morte di Holger Meins, uno degli esponenti della banda Baader-Meinhof, a seguito di uno sciopero della fame.